# Marián
A Marián a latin Marianus név rövidülése, aminek a jelentése a Marius nemzetséghez tartozó.

## Gyakorisága
Az 1990-es években szórványos név, a 2000-es években nem szerepel a 100 leggyakoribb férfinév között.

## Névnapok
- február 9.[2]
- augusztus 19.[2]

## Híres Mariánok
- IV. Marián (1319 körül–1375) arboreai király
- V. Marián (1378/79–1407) arboreai király
- Marian Kleis szlovák kézilabdázó
- Marian Kotleba szlovák politikus
- Marian Cozma román kézilabdázó
- Törőcsik Mari (született: Törőcsik Marián) A Nemzet Színésze és Kossuth díjas Magyar színésznő. Mivel a Marián férfinév, az ő anyakönyvezett neve elírásból származott a Mariann helyett.